# جوان كينيدي تايلور
جوان كينيدي تايلور (بالإنجليزية: Joan Kennedy Taylor)‏ هي صحفية أمريكية، ولدت في 21 ديسمبر 1926 في نيويورك في الولايات المتحدة، وتوفي بنفس المكان في 29 أكتوبر 2005.

## حياتها المبكرة
ولدت تايلور في مانهاتن لوالدين معروفين. إذ كان والدها جوزيف تايلور ملحنًا وشخصية إذاعية وصحفيًا موسيقيًا. وكانت والدتها ماري كينيدي ممثلة وكاتبة مسرحية وشاعرة. وقد نشأت جوان في نيويورك، في ضاحية كونيتيكت، وبعد انفصال والديها عندما كانت في السادسة من عمرها تنقلت في جميع أنحاء العالم. وكتب كاتب سيرة والدها جيمس بيغولوتي أنه «بحلول عام 1942، وبفضل والدتها المتجولة، التحقت جوان بثماني مدارس، في أماكن بعيدة مثل بكين وباريس وإلسورث بولاية مين، بالإضافة إلى نيويورك».
بعد تخرجها من مدرسة سانت تيموثي، عادت تايلور إلى نيويورك لدراسة الكتابة المسرحية في كلية بارنارد. وهناك التقت دونالد أ. كوك، وهو طالب جامعي في علم النفس في جامعة كولومبيا القريبة. وبعد زواجهما في عام 1948 ذهبت تايلور للعمل كممثلة في المسرح والإذاعة والتلفزيون (مع مجموعة متنوعة من الوظائف اليومية المصاحبة). وقد خصصت الكثير من وقت فراغها لمراجعة دورات الدراسات العليا في علم النفس في كولومبيا، حيث كان كوك يسعى حينها للحصول على درجة الدكتوراه، وللتعمق في أفكار جوزيف غوردجييف وبيتر دميانوفيتش أوسبنسكي.
في أوائل الخمسينيات من القرن العشرين استضاف آل كوك سلسلة من الحفلات الأسطورية في شقتهم في الطابق الأرضي في شارع 112، بالقرب من حرم بارنارد وكولومبيا. وفي مذكرات جويس جونسون شخصيات ثانوية، تذكر المكان بأنه «كان حالك الظلام حتى في يوم مشمس. لم يكن الباب يغلق أبدًا. لم تكن تعرف أبدًا من ستجد هناك. علماء النفس، وموسيقيو جاز، وشعراء، وعارضات أزياء، ورجل مجنون يدعى كارل سولومون، التقى به زميل قديم لدونالد في جامعة كولومبيا، ألن غينسبرغ، في جناح للأمراض النفسية». ولم يكن سولومون وألن غينسبرغ الوحيدين من نجوم جيل البيت الذين حضروا هذه التجمعات. كان هناك أيضًا ويليام بوروز، ولوسيان كار، وغريغوري كورسو، وجاك كيروك.

## مسيرتها المهنية
في منتصف الخمسينيات من القرن العشرين، تخلت تايلور عن التمثيل ودخلت مجال النشر، وحصلت على وظيفة في شركة ألفريد كنوبف. وفي عام 1957، كما يذكر جيمس بيغولوتي، «قرأت جوان، بصفتها مساعدة دعاية في شركة كنوبف، نسخة مسبقة من كتاب [حينما هز أطلس كتفيه] للكاتبة آين راند، ووجدت الكتاب رائعًا. وكتبت رسالة تقدير للمؤلفة، التي استجابت بدعوتها لتناول الغداء. ونشأت صداقة بين المرأتين، ويرجع ذلك جزئيًا إلى اهتمام جوان العميق «بالموضوعية». بالنسبة لتايلور فقد مزجت راند بين الكفاءة الأدبية والفلسفة الاقتصادية في حزمة جذابة».
بدأت تايلور الكتابة عن السياسة من منظورها الموضوعي الجديد وسرعان ما أسست وحررت مجلة سياسية شهرية مستقلة اسمها بيرسويجن (1964-1968) وهي أول مجلة سياسية أقرتها وأوصت بها آين راند شخصيًا. وفي عدد ديسمبر من عام 1965 من النشرة الإخبارية الموضوعية، كتبت راند أن مجلة بيرسويجن «تقوم بعمل تعليمي رائع في ربط الأحداث السياسية الحالية بمبادئ أوسع، وتقييم أحداث معينة في إطار مرجعي عقلاني، والحفاظ على درجة عالية من الاتساق. إنها ذات أهمية وقيمة خاصة لجميع أولئك الذين يتوقون للقتال على مستوى السياسة العملية، لكنهم يتخبطون بلا أمل بسبب نقص المواد المناسبة».
ظهر أول كتاب لتايلور بعنوان متى ترى طبيبًا نفسيًا في عام 1968، والذي كتبته مع عالم النفس السريري لي شولمان. في أوائل سبعينيات القرن العشرين عملت كمعالجة مساعدة مع العديد من الأطباء السريريين في كل من عيادة ستوكبريدج، ماساتشوستس المجانية ومركز أوستن ريغز. وبدأت دراسة القانون في مكتب محاماة في مانهاتن وشقت طريقها إلى وضع مساعد قانوني. ثم عملت لصالح القضايا النسوية، والتي جذبت اهتمامها تدريجيًا منذ أوائل الستينيات عندما قرأت كتاب اللغز الأنثوي للكاتبة بيتي فريدان.